# Ентеліс Сергій Генріхович
Сергі́й Генрі́хович Енте́ліс (рос. Сергей Генрихович Энтелис; * 1920) — російський фізико-хімік. Доктор хімічних наук. Професор (1967).

## Біографічні відомості
Головний науковий співробітник Інституту хімічної фізики Російської академії наук (працює в Інституті від 1947 року).
Професор кафедри хімічної фізики Московського фізико-технічного інституту.
Проводить дослідження в галузі кінетики та термодинаміки хімічних реакцій у рідкій фазі, процесів поліконденсації та поліприєднання.
Співавтор 7 монографій і понад 500 наукових статей з різних питань хімії полімерів, хімічної кінетики і фізичної хімії.

## Деякі праці
- Энтелис С. Г. Реакционноспособные олигомеры и их распределение по типу функциональности // Соросовский образовательный журнал. — 1996. — № 7. — С. 59—66.
- Энтелис С. Г., Евреинов В. В., Кузаев А. И. Реакционноспособные олигомеры. — Москва: Химия, 1985.